# Lokomotiva Tomáš (8. řada)
8. řada seriálu Lokomotiva Tomáš je osmou řadou tohoto seriálu. Režíroval ji Steve Asquith. Poprvé byla vysílána od 1. srpna 2004 do 24. října 2004 na britské verzi stanice Nick Jr., v České republice na Minimaxu v roce 2006.

## Produkce
V této řadě došlo ke změně režiséra z Davida Mittona na Steve Asquitha, jež pracoval na seriálu Lokomotiva Tomáš už od 1. řady. Změnou prošel i post skladatele a textaře, který počínaje touto řadou zaujímali Robert Hartshorne a Ed Welch.
Jedná se o první řadu, kde nemají epizody délku 4, ale 7 minut.
Řada byla vyprávěna Michaelem Angelisem ve Spojeném království, Michaelem Brandonem ve Spojených státech amerických a Bohuslavem Kalvou v České republice.

## Seznam dílů
| Č. v seriálu | Č. v řadě | Původní název                    | Režie         | Scénář                  | Premiéra ve VB |
| ------------ | --------- | -------------------------------- | ------------- | ----------------------- | -------------- |
| 183          | 1         | Thomas and the Tuba              | Steve Asquith | Dave Ingham             | 1. srpna 2004  |
| 184          | 2         | Percy's New Whistle              | Steve Asquith | James Mason             | 1. srpna 2004  |
| 185          | 3         | Thomas to the Rescue             | Steve Asquith | Abi Grant a Paul Larson | 8. srpna 2004  |
| 186          | 4         | Henry and the Wishing Tree       | Steve Asquith | Abi Grant a Paul Larson | 8. srpna 2004  |
| 187          | 5         | James Gets a New Coat            | Steve Asquith | Abi Grant               | 15. srpna 2004 |
| 188          | 6         | Thomas Saves the Day             | Steve Asquith | James Mason             | 15. srpna 2004 |
| 189          | 7         | Percy's Big Mistake              | Steve Asquith | Ani Grant               | 22. srpna 2004 |
| 190          | 8         | Thomas, Emily and the Snowplough | Steve Asquith | Ani Grant               | 22. srpna 2004 |
| 191          | 9         | Don't Tell Thomas                | Steve Asquith | Paul Larson             | 29. srpna 2004 |
| 192          | 10        | Emily's New Route                | Steve Asquith | James Mason             | 29. srpna 2004 |
| 193          | 11        | Thomas and the Firework Display  | Steve Asquith | Abi Grant a Paul Larson | 5. září 2004   |
| 194          | 12        | Gordon Takes Charge              | Steve Asquith | Paul Larson             | 5. září 2004   |
| 195          | 13        | Spic and Span                    | Steve Asquith | Marc Seal               | 12. září 2004  |
| 196          | 14        | Edward the Great                 | Steve Asquith | Abi Grant               | 12. září 2004  |
| 197          | 15        | Squeak, Rattle and Roll          | Steve Asquith | Marc Seal               | 19. září 2004  |
| 198          | 16        | Thomas and the Circus            | Steve Asquith | Abi Grant               | 19. září 2004  |
| 199          | 17        | Thomas Gets It Right             | Steve Asquith | Robin Rigby             | 26. září 2004  |
| 200          | 18        | As Good as Gordon                | Steve Asquith | Abi Grant               | 26. září 2004  |
| 201          | 19        | Fish                             | Steve Asquith | Paul Larson             | 3. října 2004  |
| 202          | 20        | Emily's Adventure                | Steve Asquith | Paul Larson             | 3. října 2004  |
| 203          | 21        | Halloween                        | Steve Asquith | Dave Ingham             | 10. října 2004 |
| 204          | 22        | You Can Do It, Toby!             | Steve Asquith | Paul Larson             | 10. října 2004 |
| 205          | 23        | James Goes Too Far               | Steve Asquith | James Mason             | 17. října 2004 |
| 206          | 24        | Chickens to School               | Steve Asquith | Paul Larson             | 17. října 2004 |
| 207          | 25        | Too Hot for Thomas               | Steve Asquith | Paul Larson             | 24. října 2004 |
| 208          | 26        | Percy and the Magic Carpet       | Steve Asquith | Abi Grant               | 24. října 2004 |